# Aéro-club
 (juin 2017).

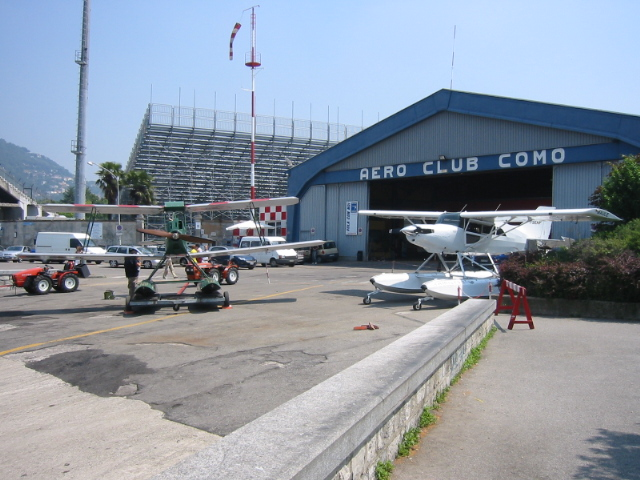
Aéro-club de Côme.

Un aéro-club ou aéroclub est une association à but non lucratif de type loi de 1901 ayant pour but de permettre et favoriser la pratique de l’aviation légère amateurs (vol à moteur, vol à voile...). En France, il existe plus de 600 aéro-clubs basés sur 450 aérodromes qui comptent plus de 40 000 membres. Ils sont agréés par la Direction Générale de l'Aviation Civile et organisés au sein de la Fédération française aéronautique.

## Histoire
Les premiers aéro-clubs ont été créés dès les débuts de l'aviation motorisée, mais pratiquaient avant tout l'aérostation (ballon à gaz). L'Aéronautique-Club de France (ACDF) et l'Aéro-Club de France (AéCF) sont fondés respectivement le 20 octobre 1897 et en octobre 1898 à Paris, de nombreux autres sont créés en province au début du XXe siècle avant la Première Guerre mondiale (aéro-club de Nice en 1907, aéro-club de Touraine en 1908, aéro-club Vauclusien en 1911...). Il s'agit alors du regroupement de pionniers, qui organisent les premiers meetings aériens, les premières courses aériennes et essais de nouveaux avions.
En France, depuis le début des années 1990, les aéro-clubs voient leur nombre d’adhérents baisser. Leurs effectifs sont passés de plus de 50 000 en 1990 à 41 719 en 2022. Les raisons invoquées sont un vieillissement de la population des pilotes amateurs, une forte rotation des effectifs (plus de 8000 non-renouvellements de licence par an) et le développement de la pratique de l'ULM .

## Organisation
Un aéro-club propose différentes activités aux membres de l’association, comme la formation au pilotage avec instructeur ou la location d'avion à l'heure de vol. Il propose également des baptêmes de l'air pour les non-membres et peut organiser des meetings et rassemblements aériens.
Ils peuvent être basés sur des aérodromes allant de l'aérodrome avec piste en herbe à l'aéroport international (comme l'aéroclub Marseille-Provence) disposant ainsi de longues pistes « en dur » et de services complets (contrôle aérien, installation de radio navigation, services de météorologie et de sécurité...). Les mieux équipés disposent d'une aire de stationnement et de hangars dédiés au club, ainsi que des locaux pouvant comprendre une salle d’accueil et bureaux, des salles de cours, un atelier de maintenance, un restaurant...

## Formation
Une des principales activités des aéro-clubs est la formation des jeunes pilotes (à partir de 15 ans pour le brevet de base). Les principales formations dispensées permettent l'obtention des brevets suivants :
- le brevet d'initiation aéronautique (BIA)
- le brevet de base de pilote d'avion (BB), remplacé par l'Autorisation de Base LAPL (ABL) depuis le 8 avril 2020
- la licence de pilote privé aéronef léger (LAPL(A) ou LAPL(H))
- la licence de pilote privé (PPL(A) ou PPL(H))

Des formations avancées sont disponibles pour les titulaires du brevet de pilote privé :
- Vol aux instruments (IFR)
- Vol de nuit (VFR de nuit)
- Vol en montagne
- Voltige aérienne

En France, en 2020, 1018 PPLs, 238 LAPLs et 198 BBs ont été obtenus.

## Aéronefs

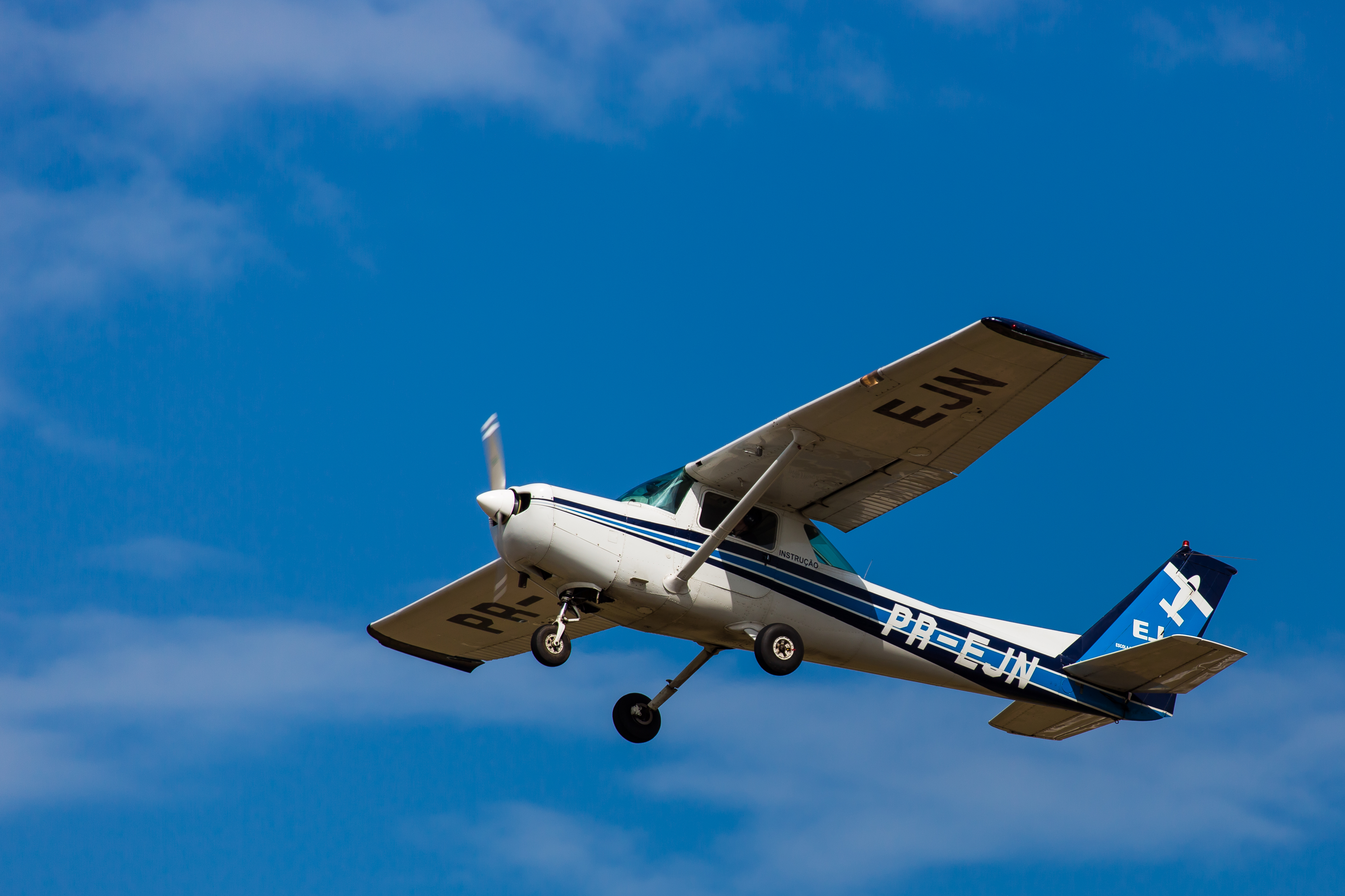
Cessna 152

Pour assurer la formation et les pratiques aéronautiques des membres, les aéro-clubs disposent de différents modèles d’avions légers et, ou de planeurs.
Les avions légers les plus répandus dans les aéro-clubs français sont :
- la famille des Morane-Saulnier Rallye
- la famille des Robin DR-400
- les Cessna 150, 152 et 172
- le Piper PA-28, Piper Cub
- le CAP10 pour la voltige
- les Diamond DA20, DA40

En France, en 2020, les aéro-clubs ont exploité 2304 aéronefs.